# Дефицит водных ресурсов

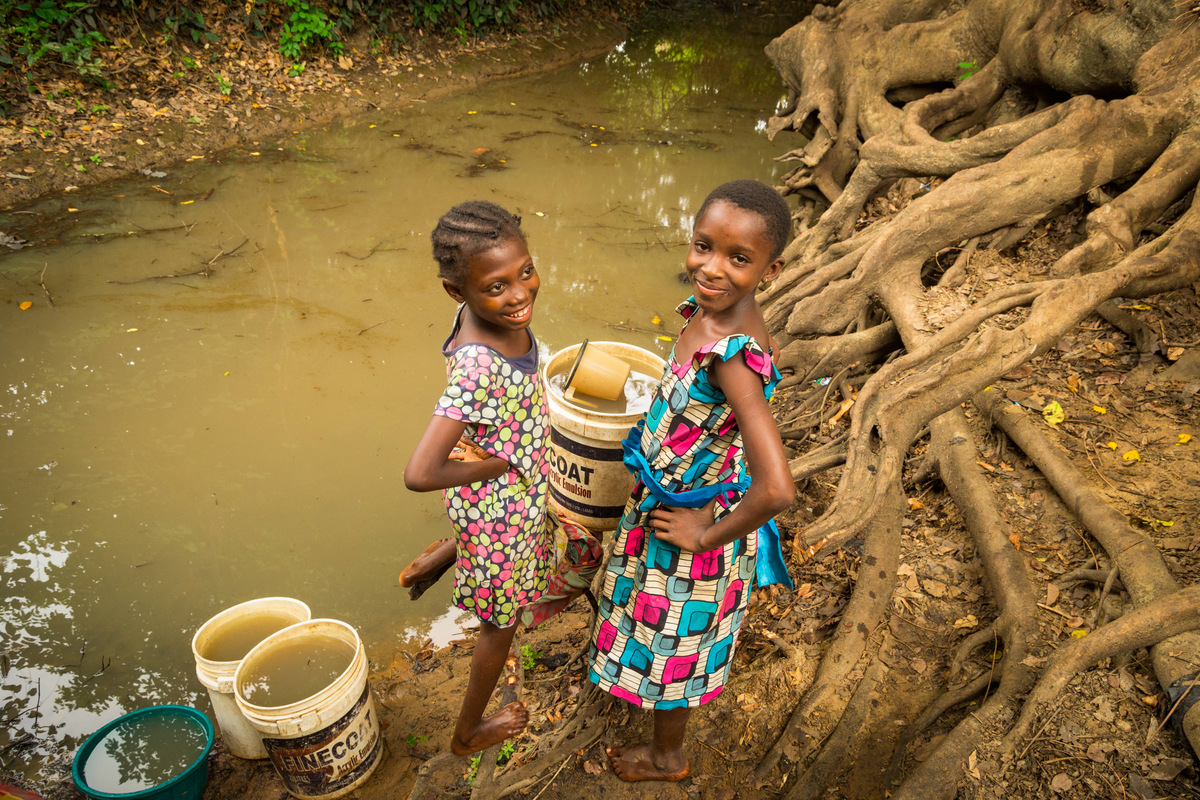
Нигерийские девочки берут воду из грязной речки

Дефицит водных ресурсов (англ. Water scarcity) — отсутствие достаточных запасов водных ресурсов для удовлетворения потребностей населения, скота в чистой питьевой воде.
Питьевая вода необходима для поддержания жизни и имеет первостепенное значение для человеческого здоровья. От дефицита питьевой воды страдает более 40 % мирового населения. Проблема нехватки пресной питьевой воды с XX века рассматривается как глобальная проблема современности. Население планеты стремительно растёт и при этом возрастает потребность в чистой питьевой воде.

## Причины
Дефицит питьевой воды связан с последствиями изменения климата, с деятельностью человека, приводящей к сокращению водных ресурсов из-за загрязнения пресноводных экосистем, а также с последствиями урбанизации и изменений в землепользовании.
Около 1/5 мирового населения живёт в районах с серьёзной нехваткой чистой питьевой воды. Кроме того, 1/4 населения живёт в развивающихся странах, которые испытывают нехватку воды из-за отсутствия инфраструктуры, необходимой для её забора из водоносных пластов и рек.
Одной из основных проблем является загрязнение пресной воды, существенно сокращающее её запасы. Этому загрязнению способствуют промышленные выбросы и стоки, смыв удобрений с полей, а также проникновение солёной воды в прибрежных зонах в водоносные слои из-за откачивания грунтовых вод.

## Последствия
Недостаток чистой воды вынуждает людей использовать для питья воду из небезопасных источников, что сопряжено с повышенным риском ущерба для здоровья. Потребление загрязнённой пресной воды приводит к ухудшению условий жизни, развитию серьёзных заболеваний — вплоть до смертельных исходов. Из-за нехватки воды существует практика хранения воды в жилищах, что может существенно повысить риск загрязнения и привести к созданию благоприятных условий для размножения вредных бактерий. Также серьёзной является проблема гигиены: люди не могут надлежащим образом мыться, стирать одежду и содержать в чистоте свои дома.
Если не принимать никаких мер, то к 2030 году без удовлетворительной очистки воды будут оставаться почти 5 млрд человек — около 2/3 населения планеты. Сегодня на каждого жителя Земли приходится около 750 м3 в год пресной воды, к 2050 году это количество уменьшится до 450 м3. До 80 % стран мира окажутся в зоне, которая по классификации ООН относится к категории ниже черты дефицита водных ресурсов. Только в Африке к 2020 году из-за изменений климата в такой ситуации окажутся от 75 до 250 млн человек. Нехватка воды в пустынных и полупустынных регионах вызовет интенсивную миграцию населения.
Уже сейчас от недостатка питьевой воды страдает большая часть Индии.

## Вода — глобальная повестка дня ООН

### Роль водных ресурсов
Эффективное управление водными ресурсами на глобальном уровне способствует укреплению мира, безопасности и сотрудничества между народами, что отвечает целям и принципам Организации Объединённых Наций (ООН). Одним из важнейших направлений деятельности ООН является преодоление глобального кризиса нехватки пресной питьевой воды. Проблемам, связанным с водой, были посвящены Конференция ООН по водным ресурсам (1977 г.), Международное десятилетие снабжения питьевой водой и санитарии (1981—1990), Международная конференция по водным ресурсам и окружающей среде (1992) и Всемирная встреча на высшем уровне «Планета Земля» (1992).
Для привлечения внимания мирового населения к проблеме нехватки пресной воды 2003 год был провозглашён «Международным годом пресной воды». В том же году был учреждён механизм «ООН — водные ресурсы», который занимается вопросами, связанными с пресной водой и санитарией. Период 2005—2015 гг. Генеральная Ассамблея ООН провозгласила Международным десятилетием действий «Вода для жизни», координатором данной программы является механизм «ООН — водные ресурсы».
Каждые три года Всемирная программа ООН по оценке водных ресурсов (WWAP) публикует Всемирный доклад ООН, представляющий самую полную оценку состояния пресноводных ресурсов в мире.

### Чистая вода и санитария — цель устойчивого развития
Для решения глобальных проблем человечества в 2000 году на Саммите тысячелетия ООН приняла программу под названием «Цели развития тысячелетия (ЦРТ)». 8 международных целей развития должны были быть достигнуты к 2015 г. В этом документе не было прописано отдельной цели по обеспечению населения чистой питьевой воды, однако в цели номер 7 «Обеспечение экологической устойчивости» стояла задача — к 2015 году вдвое сократить долю населения, не имеющего постоянного доступа к чистой питьевой воде и основным санитарно-техническим средствам.
За период с 1990 г. по 2015 г. доступ к улучшенным источникам питьевой воды получили 2,6 миллиарда человек, в том числе 42 % населения наименее развитых стран. На 2015 г. такие источники используют 96 % городского населения и 84 % сельских жителей. Тем не менее, число жителей планеты, которые все ещё лишены доступа к чистой питьевой воде, составляет 663 миллиона человек и 80 % из них проживают в сельских районах.
В 2015 г. «Цели развития тысячелетия» были завершены, хоть и не все они были в полной мере достигнуты, но удалось достичь значительных успехов. Были приняты новые цели для будущего международного сотрудничества — «Цели устойчивого развития (ЦУР)» на период до 2030 г. На этот раз доступ к чистой воде и санитарии выделили в отдельную цель под номером 6. Среди задач, которые необходимо выполнить — улучшение качества воды, повышение эффективности использования водных ресурсов и защита связанных с водой экосистем.

## Вода как предмет войн

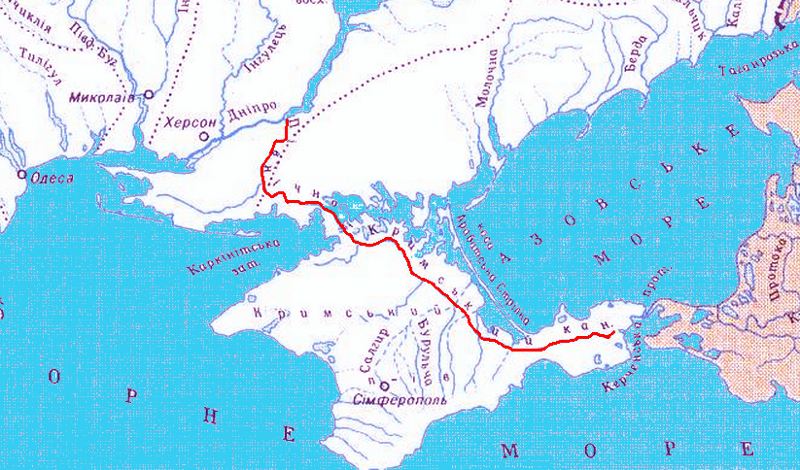
Северо-Крымский канал, который обеспечивал 85% потребностей в воде полуострова, был перекрыт Украиной с 2014 по 2022 год из-за аннексии Крыма Россией

### Статистика запасов водных ресурсов по странам
Лучше других обеспечен запасами водных ресурсов регион Латинской Америки, на долю которого приходится 1/3 мировых запасов, затем следует Азия — 1/4. Далее идут страны ОЭСР (20 %), страны Африки к югу от Сахары и страны — бывшие республики СССР: на них приходится по 10 %. Наиболее ограничены водные ресурсы стран Ближнего Востока и Северной Америки (по 1 %).
Наиболее крупными потребителями воды (по объёмам) являются Индия, Китай, США, Пакистан, Япония, Таиланд, Индонезия, Бангладеш, Мексика и Российская Федерация.
В Африке южнее Сахары почти 340 млн человек лишены доступа к безопасной питьевой воде. Полмиллиарда жителей в Африке не имеют адекватных очистных сооружений, далеко отставая в этом от населения других регионов мира.
По общему объёму ресурсов пресной воды Россия занимает лидирующее положение среди стран Европы. Так, в Российской Федерации, в то время как она занимает второе место в мире по количеству водных ресурсов, до сих пор наблюдается нехватка воды во многих регионах в силу её неравномерного распределения. По данным ООН, к 2025 г. Россия вместе со Скандинавией, Южной Америкой и Канадой останутся регионами, наиболее обеспеченными пресной водой: более 20 тыс. м3/год в расчёте на душу населения. Расчёты водообеспеченности, проведённые в 2023 году, показывают, что в 2035 году все регионы Нижней Волги, юга Западной Сибири и частично Дальний Восток будут испытывать нехватку водных ресурсов для сельского хозяйства.
С наибольшей вероятностью первыми останутся без воды Африка, Южная Азия, Ближний Восток и Северный Китай.

### Водные конфликты между государствами

#### Арабо-израильский конфликт
Арабо-израильская война 1967 г. была во многом связана с растущими потребностями в воде на Ближнем Востоке. Вопрос и сейчас актуален. Река Иордан контролируется Израилем, в засушливые периоды Израиль ограничивает поставки воды палестинцам. Во время жаркого лета 2016 г. около 2,8 миллиона арабских жителей Западного берега и местные лидеры неоднократно жаловались на отказ в доступе к пресной воде. Израиль обвиняет палестинцев в том, что они не хотят сесть за стол переговоров, чтобы решить, как обновить устаревшую инфраструктуру. Река Иордан, которая протекает через Ливан, Сирию, Израиль, Западный берег и Иорданию, находится в центре одного из нескольких постоянных межгосударственных конфликтов, связанных с водой. Она является источником напряжённости между Израилем и арабскими государствами на протяжении более 60 лет.

#### Индо-пакистанский конфликт
Многие конфликты между Пакистаном и Индией возникали из-за пользования водами реки Инд, которая протекает по их территории.

#### Вооружённые столкновения в Африке
В Африке вооружённые столкновения из-за водных запасов не редкость. Ботсвана, Ангола и Намибия не могут поделить дельту реки Окаванго.
Одна из величайших по протяжённости речных систем в мире — Нил является пунктом разногласий между Эфиопией, Суданом и Египтом. Египет опасается, что Белый Нил пересохнет, протекая по территории Судана и Уганды, не достигнув Синайской пустыни, а Эфиопия претендует на забор большей части воды из более полноводного Голубого Нила, что невыгодно для Египта.
Существует мнение, что падение режима Каддафи в Ливии было связано с тем, что в Ливийской Джамахирии сосредоточены большие запасы питьевой воды. Каддафи хотел осуществить водный проект, который мог бы улучшить положение с водой в Северной Африке, но во время запуска водного проекта началась интервенция в Ливию. После свержения Каддафи в Ливии водный вопрос не поднимался.

## Роль дискуссии о водных ресурсах — критика
Противники тех, кто бьёт тревогу по поводу водного кризиса, заявляют, что вода на Земле не исчезает, ссылаясь на круговорот воды в природе. Пресная вода является возобновляемым природным ресурсом. Вода испаряется, затем конденсируется, выпадает на Землю в виде дождя, снега и прочих осадков, которые просачиваются в почву, попадают в реки, моря и океаны. Процесс круговорота воды в природе вечен. Поэтому полное исчезновение пресной воды человечеству не грозит. Воды на планете достаточно, однако она по большей части солёная, а опреснение обходится очень дорого. Пресной воды на Земле хватает, но распределена она неравномерно. У одних стран она в избытке, у других — в дефиците, поэтому возникают водные конфликты.
Основные проблемы заключаются не в недостатке воды на Земле, а в загрязнении воды, в недостатке средств для её добычи (подземные воды), в том, что опреснение солёных вод обходится дорого.